# Mezinárodní letiště Sukarno-Hatta

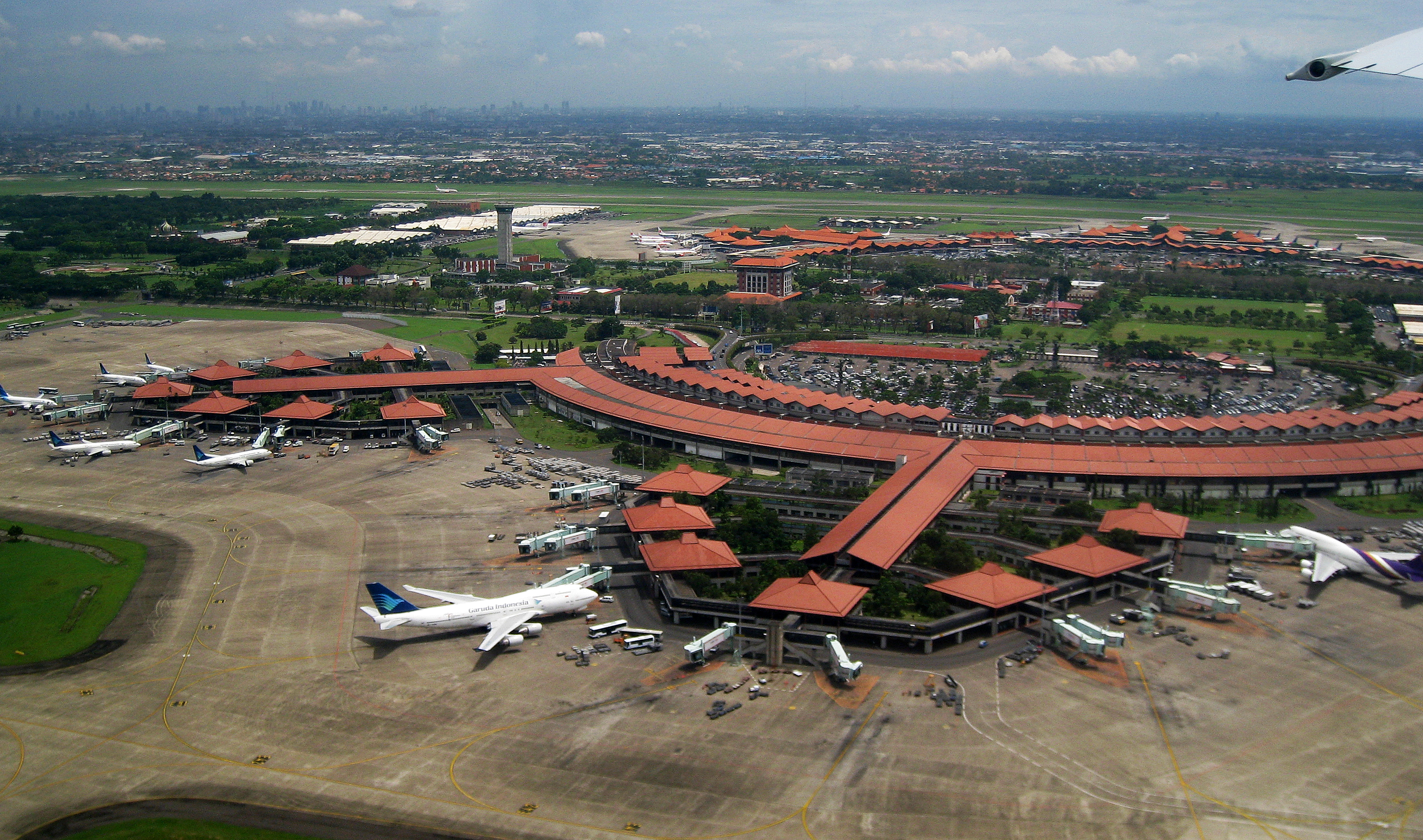
Pohled ze vzduchu

Mezinárodní letiště Sukarno-Hatta (indonésky Bandar Udara Internasional Soekarno–Hatta, IATA: CGK, ICAO: WIII) je mezinárodní letiště v indonéském hlavním městě Jakarta. Je to nejvýznamnější letiště v zemi a jedno za nejvýznamnějších asijských letišť. Nachází se přibližně 20 km na západ od Jakarty. Bylo navrženo odborníkem na architekturu letišť, francouzským architektem Paulem Andrém. Mezinárodní linky letiště směřují hlavně do východní a jihovýchodní Asie a na Blízký východ. Z evropských letišť má letiště spojení s Amsterdamem a Mnichovem, přímé linky směřují i do Perthu, Sydney a Melbourne.

## Historie

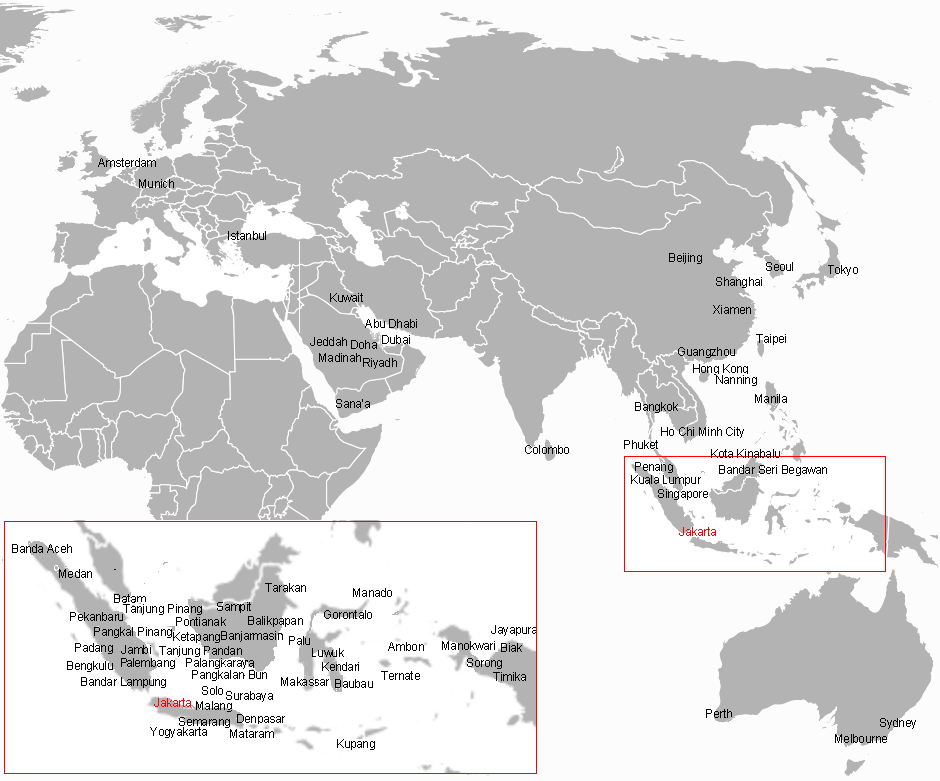
Mezinárodní a vnitrostátní linky letiště Sukarno-Hatta

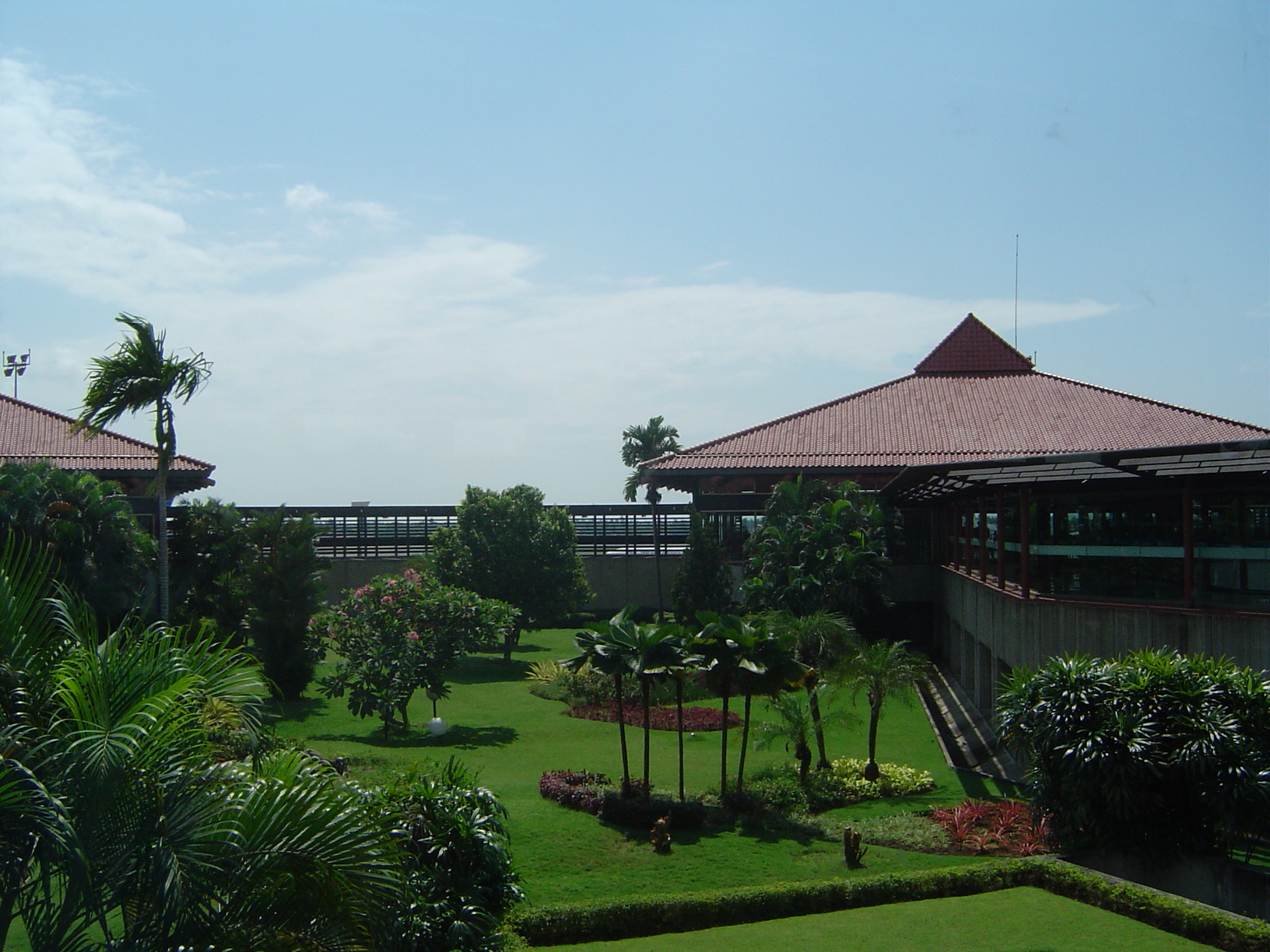
Pohled na budovu terminálu se zahradami

V sedmdesátých letech padlo rozhodnutí o výstavbě nového letiště, neboť letiště Kemayoran v Jakartě již kapacitně nestačilo. Studie byly spolufinancovány prostřednictvím USAID a výstavba letiště byla ukončena v roce 1985. Letiště je pojmenované po prvních oficiálních představitelích země – prezident Sukarno a viceprezident Hatta. Vzhled terminálů vychází z tradičního indonéského stylu, v čekárnách jsou umístěny tropické rostliny, což dělá letiště unikátním a také je předmětem architektonických ocenění.

## Současnost
Letiště zaznamenává rychlý růst počtu cestujících, ale velká část z tohoto růstu připadá na vnitrostátní lety. Navzdory otevření třetího terminálu v roce 2009 letiště překročilo v roce 2011 svou kapacitu, 38 milionů cestujících ročně, o více než 5 milionů.